# Rok bez lata

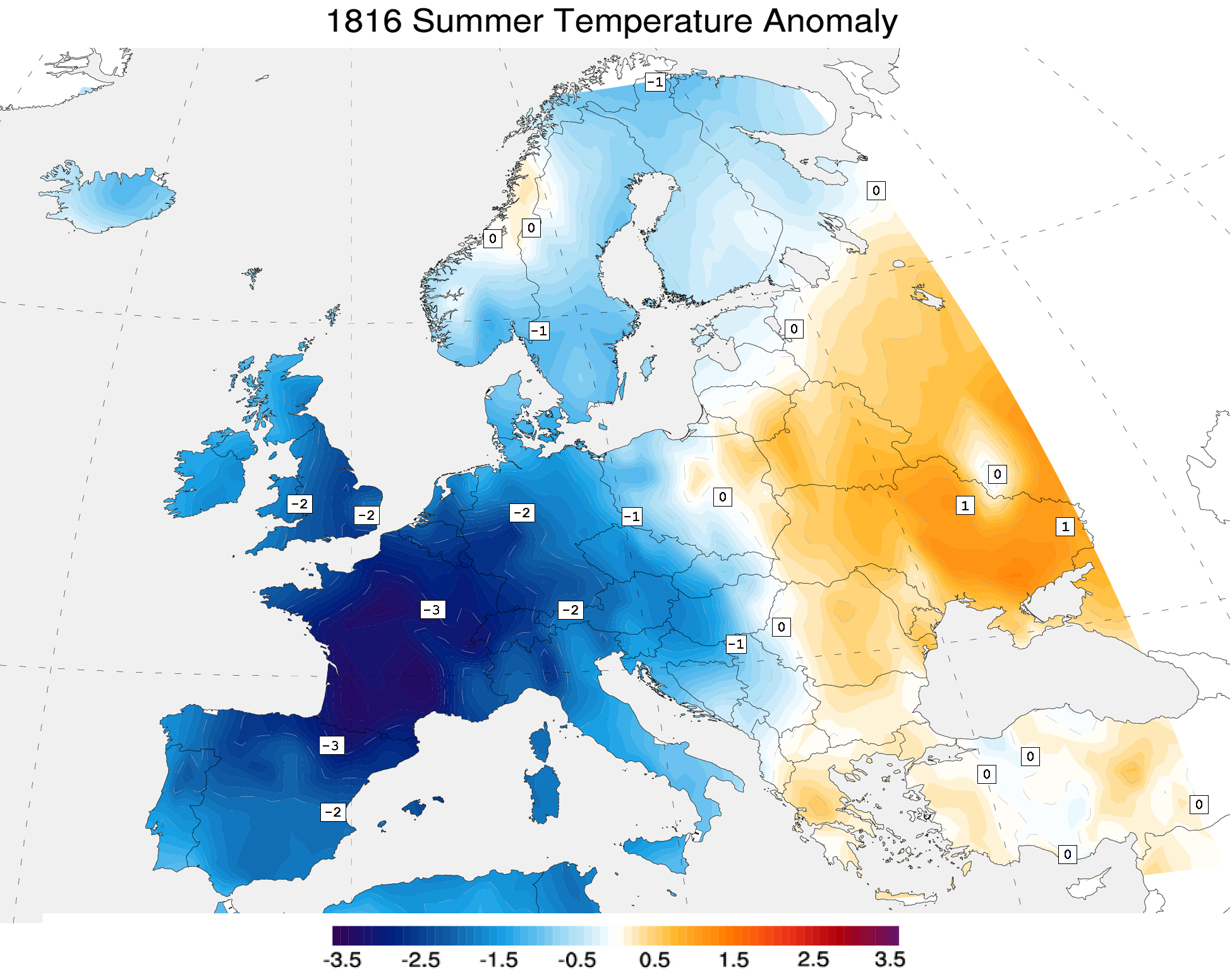
Anomalia temperatury roku 1816 względem okresu 1971–2000

Rok bez lata – określenie jakim nazwano rok 1816, w którym wystąpił szereg gwałtownych letnich anomalii klimatycznych, przede wszystkim na półkuli północnej. W efekcie doprowadziło to do zniszczenia upraw w Europie Północnej oraz północno-wschodniej Ameryce. Uważa się, że anomalie te były zimą wulkaniczną wywołaną wybuchem wulkanu Tambora.

## Opis
Niespotykane klimatyczne aberracje roku 1816 miały największe nasilenie na terenach północno-wschodnich Stanów Zjednoczonych (Nowa Anglia), wybrzeżach Kanady, Nowej Fundlandii i w północnej Europie. Na ogół temperatury późną wiosną i latem w północno-wschodnich Stanach Zjednoczonych są stosunkowo stabilne: średnio, zarówno dla dnia, jak i nocy, wynoszą ok. 20–25 °C, i bardzo rzadko spadają poniżej 5 °C. Śnieg podczas lata jest zjawiskiem niezwykle rzadkim, aczkolwiek majowe opady czasami się przytrafiają.
Jednakże w maju 1816 mróz zniszczył większość upraw, a w czerwcu dwie wielkie burze śnieżne we wschodniej Kanadzie i w Nowej Anglii doprowadziły do wielu ofiar śmiertelnych wśród ludzi. Na początku czerwca w mieście Québec leżało prawie 30 cm śniegu, doszło do wymrożenia ziemi i zniszczenia tych upraw roślinnych, których plony zbiera się latem. Rezultatem klęski nieurodzaju były lokalne klęski głodu i masowe zgony na skutek chorób wśród ludzi, których układ odpornościowy był osłabiony niedostatkiem pożywienia.
W lipcu i sierpniu, zamarznięte jeziora i rzeki obserwowano aż do Pensylwanii. Szybkie, dramatyczne wahania temperatury były powszechne, czasami temperatura spadała z letniej, upalnej temperatury 35 °C do blisko zera w ciągu kilku godzin. Nawet jeśli farmerzy na południe od Nowej Anglii zdołali zebrać jakieś plony, ceny kukurydzy i innych zbóż gwałtownie wzrosły. Na przykład cena owsa wzrosła z 12 centów za buszel (w poprzednim roku) do 92 centów za buszel, a więc blisko ośmiokrotnie – a owies był niezbędnym artykułem dla gospodarki, w której konie stanowiły podstawowy środek transportu.

## Przyczyny

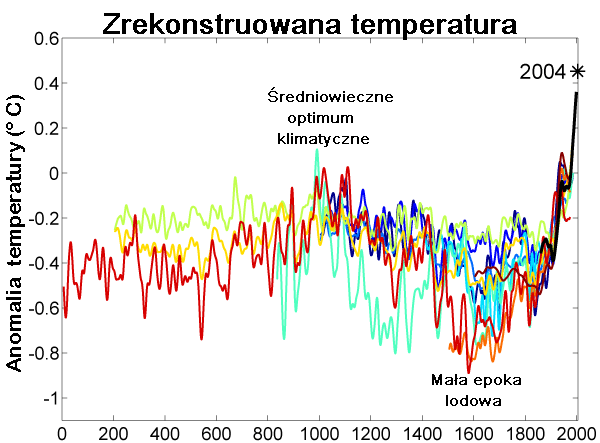
Zmiany średniej globalnej temperatury w ostatnim tysiącleciu. Spadek krótko po roku 1800 jest zauważalny w większości podobnych rekonstrukcji.

Aberracje klimatyczne wystąpiły w głównej mierze na skutek erupcji wulkanu Tambora, mającej miejsce w dniach 5–15 kwietnia 1815 na wyspie Sumbawa w Holenderskich Indiach Wschodnich (dzisiejsza Indonezja). Erupcja ta wprowadziła olbrzymie ilości popiołu wulkanicznego do górnych warstw atmosfery. Nieco wcześniej, w końcówce XVIII wieku, ludy europejskie cierpiały głód i choroby wskutek erupcji islandzkiego wulkanu Laki. Dodatkowo wydarzyło się to w środku okresu małej aktywności słonecznej, zwanego minimum Daltona, mającego miejsce w latach 1790–1830. Dodatkowo trwała tzw. mała epoka lodowa.
W tym czasie przejawiały aktywność inne wulkany: Niezidentyfikowana erupcja z 1808 roku, Soufrière na wyspie Saint Vincent na Karaibach w 1812 roku, Suwanosejima na wyspie Tokara w Japonii w 1813 oraz Mayon na Filipinach w 1814.
Te erupcje dodatkowo zwiększyły ilość pyłu w atmosferze, zmniejszając ilość energii słonecznej docierającej do powierzchni ziemi. W następstwie erupcji wulkanicznych na ogromną skalę temperatura spadła na całym świecie.

## Skutki
Jako konsekwencje serii erupcji wulkanicznych plony na dotkniętych ochłodzeniem obszarach były słabe przez kilka kolejnych lat. W Stanach Zjednoczonych wielu historyków uważa, że „rok bez lata” był główną przyczyną migracji na zachód i szybkiego zasiedlania terenów dzisiejszego zachodniego i centralnego stanu Nowy Jork oraz Środkowego Zachodu. Wielu mieszkańców Nowej Anglii wyprowadziło się do końca roku, a dziesiątki tysięcy przekonały się o żyźniejszych glebach i lepszych warunkach uprawy roślin w górnym rejonie Środkowego Zachodu.
Europa, ciągle dochodząca do siebie po wojnach napoleońskich, cierpiała na niedobór żywności. W Wielkiej Brytanii i Francji wybuchały zamieszki, nasilała się przestępczość, magazyny ze zbożem były plądrowane. Przemoc była szczególnie duża w Szwajcarii, gdzie klęska głodu zmusiła rząd do ogłoszenia klęski narodowej. Niespotykanie gwałtowne burze, ogromne ulewy z wylewami wszystkich największych rzek w Europie (wliczając Ren) są przypisywane temu wydarzeniu, podobnie jak przymrozki w sierpniu 1816 roku.
Na Węgrzech padał brązowy śnieg, a we Włoszech – czerwony. Uważa się, że przyczyną były popioły wulkaniczne.
W Chinach niezwykle niskie temperatury i opady w lecie zniszczyły uprawy ryżu w prowincji Junnan na południowym zachodzie, w rezultacie doprowadzając do rozległej klęski głodu. Letnie opady śniegu były raportowane w różnych miejscach na południu kraju w prowincjach Jiangxi i Anhui. Na Tajwanie, który leży w strefie klimatu tropikalnego, śnieg był obserwowany w Xinzhu i Miaoli, podczas gdy szron w Zhanghua.

### Efekty kulturowe

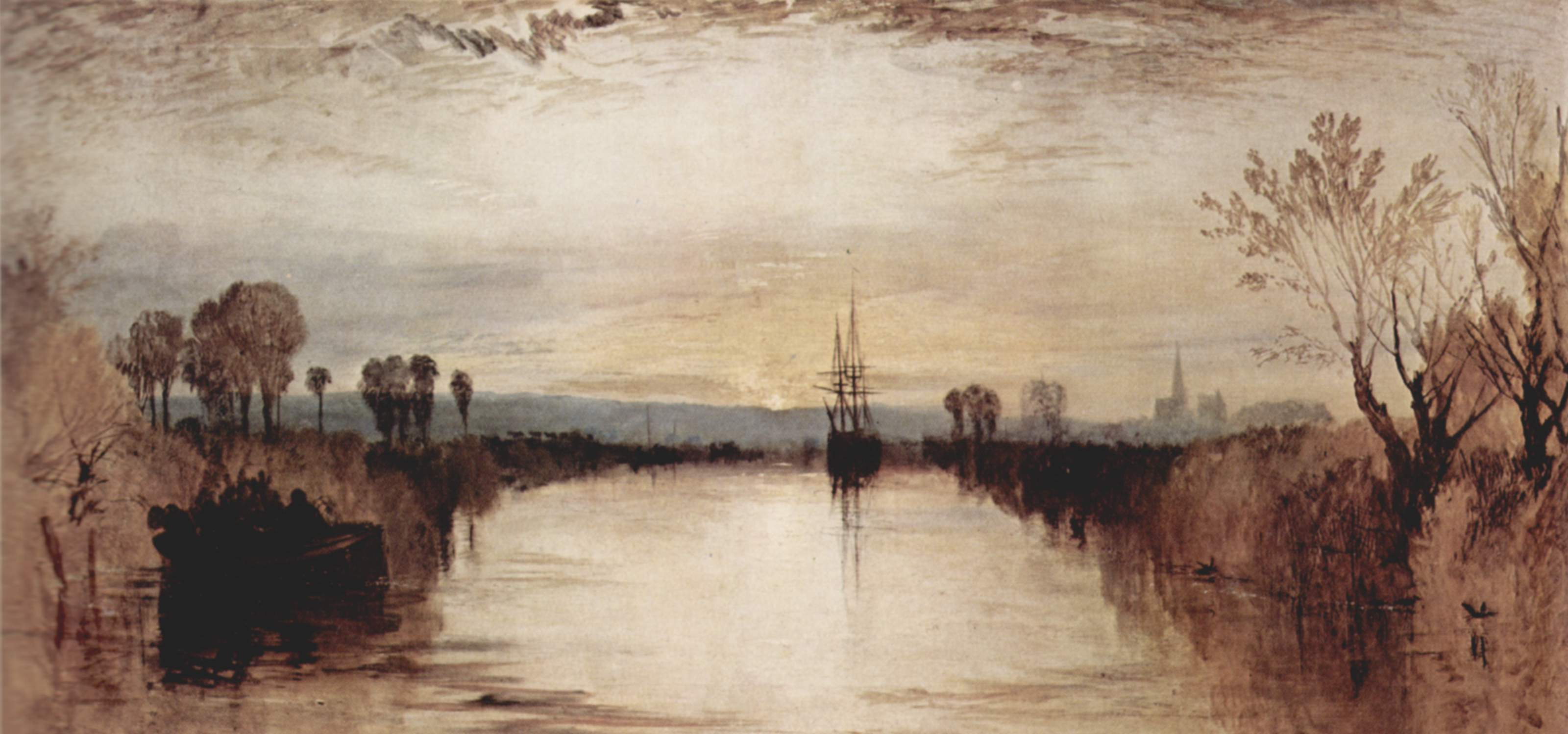
Chichester Canal pędzla Williama Turnera

Wysokie stężenie pyłu doprowadziło w tamtym okresie do spektakularnych zachodów słońca, uwiecznionych na obrazach Williama Turnera. Podobny fenomen wystąpił po erupcji wulkanu Krakatau w 1883 i na zachodnim wybrzeżu USA po erupcji Pinatubo na Filipinach w 1991 roku.
Brak karmy dla koni, głównie owsa, mógł zainspirować niemieckiego wynalazcę Karla Draisa do poszukiwań nowych sposobów bezkonnego transportu, które doprowadziły do wynalezienia welocypedu, przodka współczesnego roweru.
W lipcu 1816 roku „nieustający deszcz” podczas tego „mokrego, niezgrabnego lata” zmusił George’a G. Byrona, Mary Shelley, Johna Williama Polidoriego oraz ich przyjaciół do pozostawania w domu przez znaczną część ich szwajcarskich wakacji. Pewnego wieczoru zdecydowali się oni urządzić zawody, aby przekonać się, kto napisze najstraszniejsze opowiadanie. Shelley stworzyła wówczas zarys swej słynnej powieści grozy Frankenstein, czyli nowy Prometeusz, a Polidori – szkic Wampira.